# Hyundai Trajet
La Hyundai Trajet è una monovolume media prodotta dalla casa automobilistica coreana Hyundai Motor Company dal 1999 al 2008. Nata come erede della Hyundai Santamo, è stata sostituita dal modello Entourage.

## Il contesto
La Trajet è la prima monovolume sviluppata completamente dal marchio Hyundai senza l'aiuto di costruttori esterni: nasce per sostituire la precedente Hyundai Santamo che venne realizzata sfruttando la tecnologia Mitsubishi Motors in seguito al rimarchiamento della seconda serie del modello Mitsubishi Space Wagon. La nuova monovolume coreana quindi viene realizzata sfruttando una meccanica già esistente, ovvero il pianale di base della Sonica EF debuttata nel 1998 dalla quale riprende parte delle motorizzazioni e degli organi meccanici; la Trajet quindi nasce per inserirsi nel segmento delle moderne monovolume medie che, soprattutto in Europa, riscontra numerosi consensi da parte del pubblico. Le dimensioni non sono né troppo eccessive e né compatte ma restano nella norma grazie alla carrozzeria lunga meno di 4,70 metri, larga 1,840 e alta 1,760 metri. Quindi l'auto entra in diretta concorrenza con modelli quali Renault Espace, Volkswagen Sharan e Ford Galaxy che dominano le classifiche di vendite.
Il nome Trajet deriva proprio dal termine francese che significa Viaggio, scelto per sottolineare la vocazione per i lunghi viaggi di questa monovolume.
La Trajet debutta sul mercato interno nel 1999 durante il Salone dell'automobile di Seul per entrare in produzione nella fine dell'anno. Sul mercato europeo l'auto sarà commercializzata a partire dal 2000 mentre nel resto del mondo lo sbarco venne annunciato per la seconda metà dello stesso anno. Negli Stati Uniti la Trajet non è stata venduta poiché il mercato dei minivan viene rappresentato da monovolume di taglia maggiore, di conseguenza il gruppo Hyundai-Kia Automotive ha preferito commercializzare la sola Kia Carnival (più lunga rispetto alla Trajet) al fine di evitare concorrenza interna. In Corea l'auto è stata venduta come Hyundai Trajet XG ed è stata posizionata sul mercato come una monovolume di lusso, venduta in allestimenti più ricchi e versioni più eleganti rispetto alle classiche Trajet destinate al mercato estero. Il suffisso XG presente nella denominazione richiama appunto il nome dell'ammiraglia Grandeur XG che è stata una delle prime auto di lusso prodotte dalla Hyundai a riscontrare successo sul mercato estero.
In Europa la presentazione avviene al Salone di Londra nel 1999. Esteticamente le forme morbide richiamano lo stile introdotto dalla Sonica EF, equilibrata nelle proporzioni ed elegante senza elementi eccentrici. Le portiere posteriori riprendono la classica impostazione ad apertura a libro come sulla Sonica (quindi non sono scorrevoli). Il frontale presenta una grande calandra dai bordi cromati, principale elemento distintivo della Trajet, fanaleria rettangolare con bordi smussati e fascione paraurti che ospita i fendinebbia, fiancata pulita con cromature applicate lungo la fascia paracolpi nella parte bassa delle portiere, maniglie delle porte in tinta carrozzeria oppure cromate. Il posteriore è caratterizzato da fanaleria rossa con porta targa centrale sul portellone. Il modello coreano Trajet XG poteva disporre anche del kit estetico bicolore e di una calandra differente, inizialmente con bande cromate disposte in modo da formare una croce e in seguito sostituita da listelli orizzontali cromati.
L'abitacolo dispone di sette posti disposti su tre file (configurazione 2-3-2) con i primi due ruotabili fino a 180° e quelli della fila centrale ribaltabili fino a formare dei tavolini, inoltre i sedili della fila centrale e della terza fila si possono asportare in modo da realizzare un piano di carico piatto. La plancia possiede un disegno molto semplice per l'epoca, i materiali sono di qualità solo modesta ma gli assemblaggi sono curati. La parte centrale della plancia è in rilievo ed ospita i comandi del climatizzatore con manopole circolari e più in basso è presente l'impianto audio con alcuni portaoggetti nonché il vano posacenere per i fumatori con l'accendisigari. I rivestimenti sono disponibili in tessuto oppure in pelle. Il bagagliaio possiede un volume che varia da 523 a 3.237 litri.

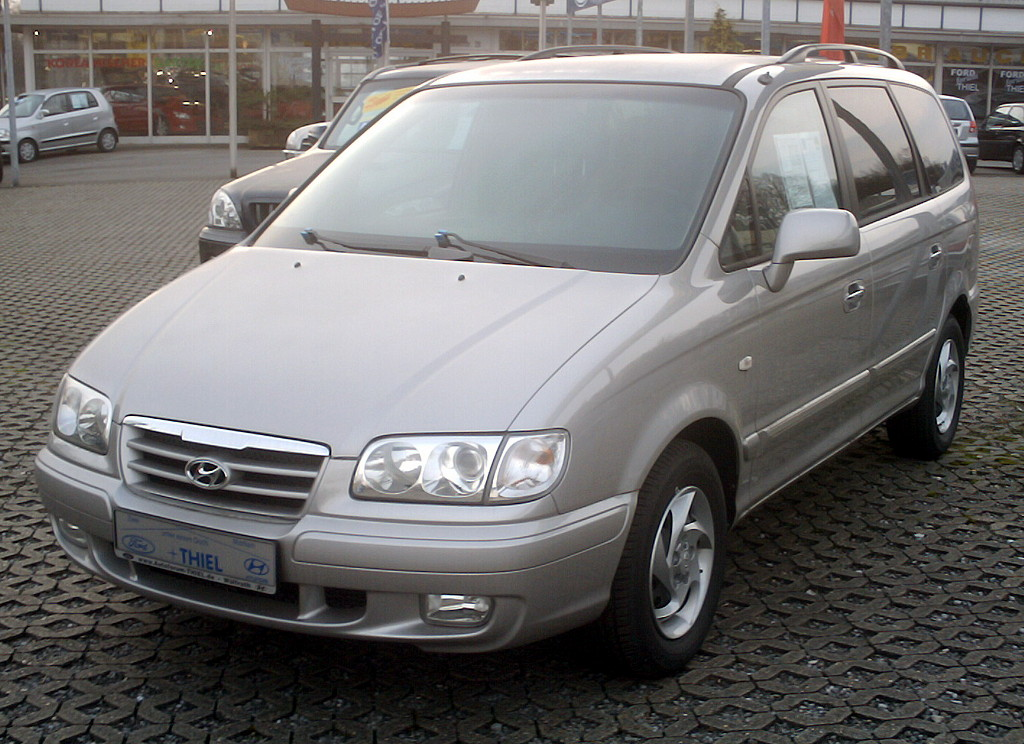
Una Hyundai Trajet del 2008

La Trajet è stata più volte aggiornata nel corso del suo ciclo vitale: un primo facelift è stato presentato nel 2004 con l'adozione di nuove rifiniture interne, nuova calandra anteriore, cerchi in lega dal disegno inedito, dotazione di sicurezza arricchita mentre nel 2006 viene presentato un secondo restyling con nuovi proiettori posteriori a effetto ghiaccio, nuovi fari anteriori imbruniti e un miglioramento della qualità delle plastiche interne.

## La dinamica
Il pianale è lo stesso della Hyundai Sonica EF e della Santa Fe, realizzato in gran parte con acciai alto resistenziali. La trazione è solo anteriore e il motore è disposto in posizione trasversale. Monoscocca in acciaio e portiere rinforzate, traversa posteriore deformabile in grado di assorbire gli urti. Le sospensioni anteriori utilizzano lo schema a ruote indipendenti con montante telescopico MacPherson e barra stabilizzatrice, una soluzione semplice, affidabile e poco costosa da produrre mentre al retrotreno è stata adottata una soluzione più raffinata, ovvero uno schema a ruote indipendenti con bracci multipli (Multilink) in acciaio e barra stabilizzatrice che garantisce maggiore stabilità e maggior comfort per gli occupanti posteriori. Gli ammortizzatori sono a gas e l'impianto frenante sfrutta dei dischi auto ventilati all'avantreno e dei dischi pieni al retrotreno. I longheroni del pianale vengono stampati a caldo garantendo maggiore rigidità in caso d'impatto.
I principali dispositivi di sicurezza di serie erano il sistema anti bloccaggio delle ruote motrici (ABS), il ripartitore di frenata (EBD) e l'airbag lato guida e passeggero oltre ai fendinebbia, il cruise control era disponibile come optional per le versioni di punta. Nel 2003 l'auto viene sottoposta ai crash test EuroNCAP totalizzando il punteggio complessivo di tre stelle nella protezioni adulti, e di una stella nell'investimento pedoni.

## Versioni e allestimenti
La Trajet è stata venduta in Italia dal 2000 fino ai primi mesi del 2007 (nonostante la produzione sia continuata anche nel 2008) in tre livelli di allestimenti: la versione base denominata GL Comfort, quella intermedia chiamata GLS Plus e la versione di punta GLS Premium.
Già la GL Comfort aveva di serie il servosterzo, il volante regolabile in altezza e profondità, il climatizzatore a controllo manuale, i fendinebbia, gli alzacristalli elettrici anteriori e posteriori e l'antifurto (oltre ai dispositivi di sicurezza standard). La GLS Plus aggiungeva il climatizzatore manuale con diffusori posteriori e i sedili anteriori ruotabili fino a 180º mentre quella di punta GLS Premium possedeva anche il clima automatico con schermo a cristalli liquidi, diffusori posteriori e sensore per il controllo della qualità dell'aria, tappezzeria in pelle con parte delle portiere rivestite in pelle, cerchi in lega e vetri posteriori oscurati. L'unico optional era la vernice metallizzata mentre per il mercato estero era disponibile anche il tetto apribile e il cruise control.

## Motorizzazioni
La gamma motori inizialmente si compone di tre propulsori di cui un turbodiesel e due benzina. Il motore benzina d'accesso è il 2,0 litri quattro cilindri appartenente alla famiglia Sirius capace di sviluppare 136 cavalli. La distribuzione è a quattro valvole per cilindro, sedici le valvole totali, l'iniezione elettronica viene curata dalla Bosh. La coppia massima dichiarata era di 183 N·m a 4.600 giri al minuto, le prestazioni erano discrete: 179 km/h di velocità massima e scatto da 0 a 100 km/h in 13,1 secondi, i consumi dichiarati sono di 10,8 km/l con emissioni di anidride carbonica pari a 223 grammi per chilometro. Il 2.0 Sirius era omologato secondo gli standard della normativa Euro 3. Il cambio era un manuale a cinque rapporti.
Il 2.0 Sirius è stato sostituito nel 2004 dal nuovo 2.0 16V Beta ereditato dalla Hyundai Coupe: questo motore dispone sempre dell'iniezione elettronica ma è leggermente più piccolo di cilindrata e possiede la fasatura variabile della valvole (CVVT) a comando elettronico che migliora la potenza abbattendo i consumi e le emissioni: di conseguenza il nuovo 2.0 Beta eroga 140 cavalli (quattro in più), la coppia sale a 184 N·m disponibili a 4.500 giri al minuto e le prestazioni migliorano: 0–100 km/h in 12,6 secondi e 183 km/h di velocità massima, i consumi scendono a 11,5 km/l di percorrenza media e le emissioni dichiarate sono contenute in 207 grammi di anidride carbonica per km. Il nuovo 2.0 Beta era omologato Euro 3 ma nel 2006 venne riomologato Euro 4. Era abbinato ad un cambio manuale a cinque rapporti.
Il secondo motore a benzina era il 2.7 V6 Delta con 24 valvole, iniezione elettronica ed omologazione Euro 3. Il 2.7 non è stato importato in Italia poiché i propulsori a benzina non trovano facilmente clienti a causa dei consumi elevati, era abbinato al solo cambio automatico sequenziale H-Matic a quattro rapporti. La coppia massima dichiarata era di 245 N·m a 4.000 giri al minuto con potenza di 170 cavalli. Le prestazioni erano decisamente migliori rispetto al quattro cilindri 2.0 con scatto da 0 a 100 km/h in 11,5 secondi e 192 km/h di punta a patto di andare incontro a consumi ed emissioni elevate: 8,9 km/l e 273 grammi di CO2 emessi per km.
L'unico propulsore diesel adottato è stato anche il motore più venduto sul mercato europeo: si tratta di un 2.0 CRDI common rail con turbina a geometria fissa con valvola Wastegate (WGT) di origine VM Motori prodotto su licenza in Corea del Sud. Questo 2,0 litri RA 420 SOHC eroga 112 cavalli e dispone di una coppia motrice pari a 255 N·m a 2.000 giri al minuto. La velocità di punta dichiarata è di 170 km/h con scatto da 0 a 100 km/h registrato in 14,2 secondi. Il consumo medio di carburante è di 13,9 km/l con emissioni di anidride carbonica pari a 192 g/km. Il 2.0 CRDI era abbinato ad un cambio manuale a cinque rapporti.
| Modello          | Disponibilità       | Motore                       | Cilindrata cm³ | Potenza         | Coppia max              | Emissioni CO2 (g/Km) | 0–100 km/h (secondi) | Velocità max (Km/h) | Consumo medio (Km/l) |
| 2.0 16V Sirius   | dal debutto al 2004 | 4 cilindri in linea, Benzina | 1.997          | 100 kW (136 CV) | 183 N·m @4.600 giri/min | 223                  | 13,1                 | 179                 | 10,8                 |
| 2.0 16V Beta     | dal 2004            | 4 cilindri in linea, Benzina | 1.975          | 103 kW (140 CV) | 184 N·m @4.500 giri/min | 207                  | 12,6                 | 183                 | 11,5                 |
| 2.7 V6 24V Delta | non importato       | 6 cilindri a V, Benzina      | 2.656          | 125 kW (170 CV) | 245 N·m @4.000 giri/min | 273                  | 11,5                 | 192                 | 8,9                  |
| 2.0 CRDI 16V     | dal debutto         | 4 cilindri in linea, Diesel  | 1.991          | 82 kW (112 CV)  | 255 N·m @2.000 giri/min | 192                  | 14,2                 | 170                 | 13,9                 |